# Драган Недељковић (политичар)
Драган Недељковић (мкд. Драган Недељковиќ, Врање, 20. јануар 1964) је политичар из Северне Македоније, заменик председника Демократске партије Срба у Македонији, посланик Собрања Северне Македоније и бивши заменик министра културе Владе Северне Македоније.

## Биографија
Драган Недељковић је рођен 20. јануара 1964. године у Врању. Дипломирао је на Пољопривредном факултету Универзитета у Скопљу 1990. године. Радио је од 1990. у пољопривредно-прехрамбеном комбинату „Власина“ у Сурдулици, затим је од 1994. радио у кожарско-прерађивачкој компанији „МАКОС“ у Скопљу, где је био заменик директора, да би од 1997. до 2002. године био директор у компанији „КОНИКС-КОШТАНА“ у Скопљу. На трећем конгресу Демократске партије Срба у Македонији, 5. новембра 2005. године, изабран је за заменика председника странке. Од 2003. до 2006. године је обављао функцију директора Управе за развој и унапређивање образовања припадника заједница у Министарству за образовање Северне Македоније, а од 2008. до 2017. године је био заменик министра културе у Влади Северне Македоније. Недељковић је јуна 2024. године постао посланик Собрања Северне Македоније као замена за Ивана Стоилковића, који је именован за министра и потпредседника Владе Северне Македоније.